# چهل غانی
چهل غانی، روستایی  از توابع بخش روداب و در شهرستان سبزوار استان خراسان رضوی ایران است.

## جمعیت
این روستا در دهستان کوه همایی قرار داشته و بر اساس سرشماری سال ۱۳۸۵ جمعیت آن ۹۲ نفر (۲۴ خانوار)
بوده است.